# Хусто Вільяр
Хусто Вільяр (ісп. Justo Villar; нар. 30 червня 1977, Серріто, Парагвай) — парагвайський футболіст, воротар збірної Парагваю. Учасник чемпіонатів світу 2002, 2006 та 2010 років.

## Титули і досягнення
- Срібний призер Кубка Америки: 2011